# Logenhaus St. Johannisloge Georg zur wahren Treue

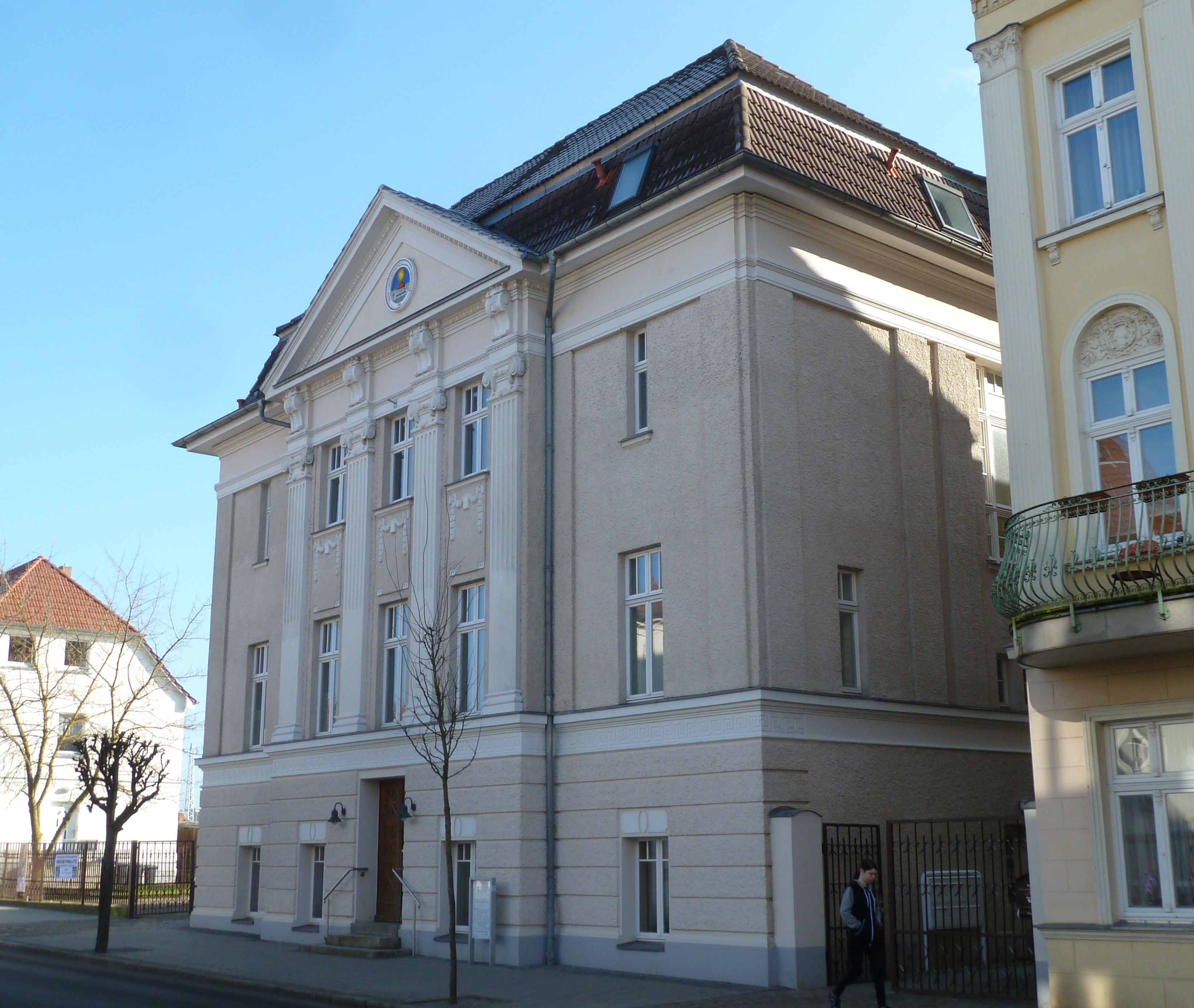

Das Logenhaus der St. Johannisloge „Georg zur wahren Treue“ in Neustrelitz (Mecklenburg-Vorpommern), Friedrich-Wilhelm-Straße 36 in Bahnhofsnähe, stammt von 1910 und beherbergt heute zudem auch mehrere Praxen.
Das Gebäude steht unter Denkmalschutz.

## Geschichte
Die Residenzstadt Neustrelitz mit 20.151 Einwohnern (2020) wurde erstmals 1732 erwähnt.
Die erste mecklenburgische Freimaurerloge entstand 1754 in Schwerin. In Neustrelitz bestand von 1777 bis 1779 die erste Loge „Wahre Treue“. Die Johannisloge Georg zur wahren Treue wurde 1846 als zweite Loge von zumeist Hofbeamten gegründet und nach dem Großherzog Georg benannt. Nach dem Verbot der Loge in der Zeit des Nationalsozialismus (1933–1945) wurde die Loge erst 1992 reaktiviert.
Das dreigeschossige historisierende verputzte Eckgebäude mit dem prägenden Giebelrisalit mit Pilastern mit ionischen Kapitellen, dem Logenwappen im Giebel, dem Erdgeschoss mit einer Bossenstruktur und einem Mansarddach wurde 1910 gebaut. Nach dem Verbot der Loge 1933, wurde es zu einem Wohnhaus umgebaut. Nach 1945 nutzte die Deutsche Handelszentrale Textil das Haus.
Im Rahmen der Städtebauförderung wurde das Gebäude saniert. Es wird gegenwärtig wieder durch die Loge genutzt.